# Eberbach-Seltz
Eberbach-Seltz (deutsch Eberbach) ist eine französische Gemeinde mit 429 Einwohnern (Stand 1. Januar 2021) im Département Bas-Rhin in der Region Grand Est (bis 2015 Elsass). Sie gehört zum Arrondissement Haguenau-Wissembourg und zum Kanton Wissembourg.

## Geografie
Die Gemeinde liegt etwa 20 Kilometer südwestlich von Karlsruhe im waldlosen Hügelland zwischen der Lauter im Norden und dem Seltzbach im Süden. Durch das Gemeindegebiet fließt der namengebende Eberbach, ein Nebenfluss des Seltzbaches. Nachbargemeinden von Eberbach-Seltz sind Oberlauterbach im Norden, Wintzenbach im Osten, Niederrœdern im Süden sowie Crœttwiller im Westen.

## Bevölkerungsentwicklung
| 1962 | 1968 | 1975 | 1982 | 1990 | 1999 | 2006 | 2010 | 2017 |
| ---- | ---- | ---- | ---- | ---- | ---- | ---- | ---- | ---- |
| 316  | 318  | 294  | 300  | 311  | 373  | 387  | 397  | 422  |

## Sehenswürdigkeiten

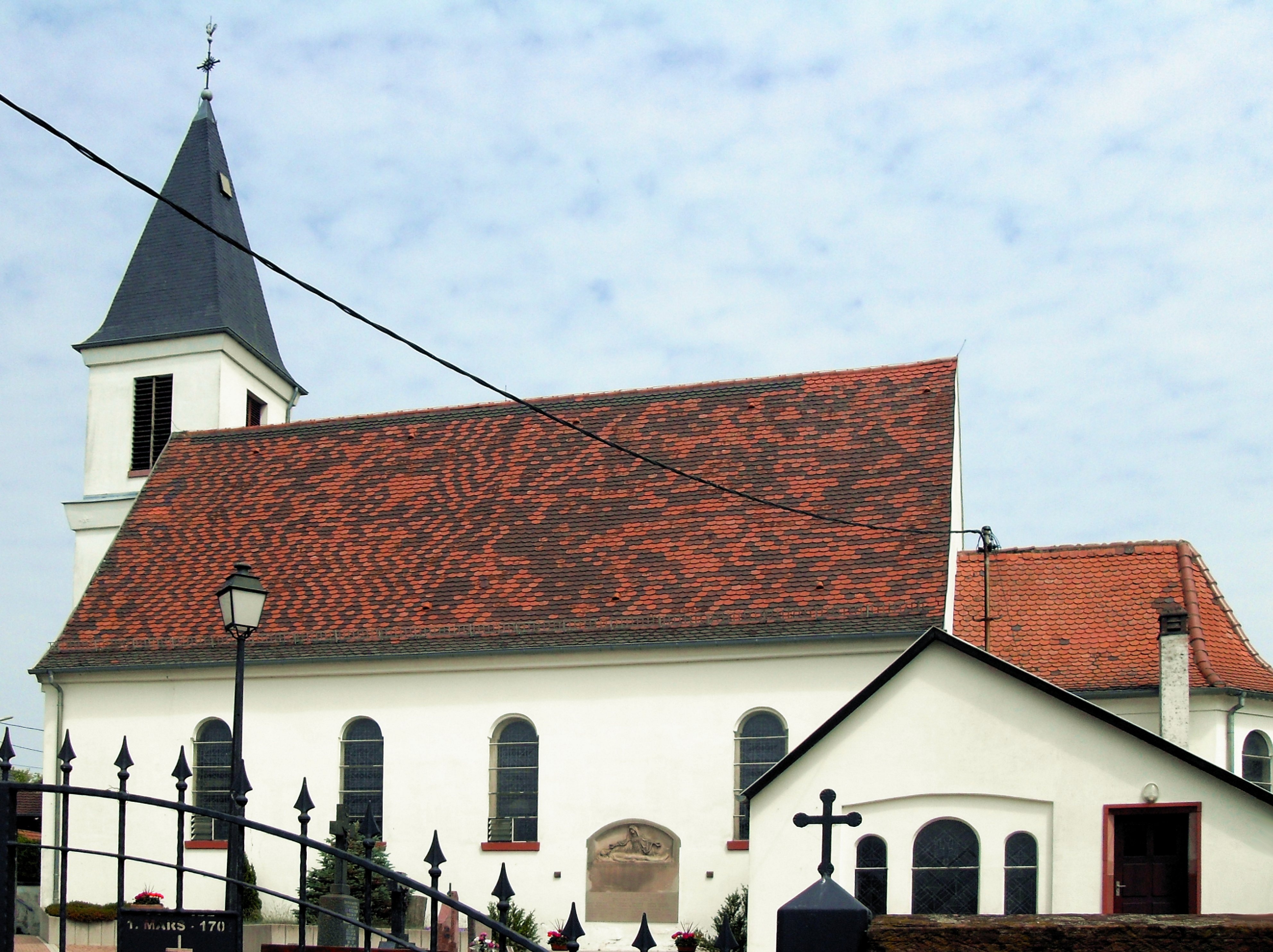
Kirche St. Ludwig

- Kirche St. Ludwig